# Attacked kuma3
『attacked kuma3』（あたっくど くまさん）は、2008年1月より読売テレビ (ytv)にて関西ローカル放映のテレビアニメである。日産自動車一社提供。

## 概要
のどかなクマの谷に暮らす3匹のコグマ。彼らは美しい地球の環境を破壊しようとする悪い宇宙怪獣と戦う伝説の勇者「kuma3」に選ばれた。谷の長老・デステニーのもと、地球を守るため努力を続けるkuma3ですが…

## 登場人物
kumaピンク
声 - 野川さくら
kumaグリーン
声 - 宮崎羽衣
kumaブルー
声 - 長澤奈央
デステニー
声 - 三浦隆志

## スタッフ
- 原作 - play set products
- 監督 - 岡嶋国敏
- キャラクターデザイン - 馬場竜一
- 音楽 - 都田和志
- 制作協力 - セブン
- 制作・脚本 - ラディクスモバニメーション

## 放送局
| 放送地域   | 放送局           | 放送期間               | 放送日時                           |
| ---------- | ---------------- | ---------------------- | ---------------------------------- |
| 近畿広域圏 | 読売テレビ (ytv) | 2008年1月6日 - 3月30日 | 日曜 11時40分 - （プレ放送）       |
| 近畿広域圏 | 読売テレビ (ytv) | 2008年4月5日 - 9月27日 | 土曜 22時54分 - 23時00分（本放送） |